# Hong Myung-bo
Hong Myung-Bo - em coreano, 홍명보 (Seul, 12 de Fevereiro de 1969) - é um treinador e ex-futebolista sul-coreano que atuava como defensor. Atualmente comanda a seleção sul-coreana. Lider defensivo com maior destaque de seu país, é reconhecido com um dos grandes nomes do futebol sul-coreano ao lado de Cha Bum-kun. Esteve em quatro Copas do Mundo: 1990, 1994, 1998 e 2002. É um dos jogadores FIFA 100.

## Carreira
Começou sua carreira no Pohang Steelers, tradicional clube que estava ingressando no novo formato da K-League. atuando de 1992 a 1997. Após 6 temporadas se transferiu para o Bellmare Hiratsuka, atuando apenas uma temporada e logo foi para o Kashiwa Reysol.
No Kashiwa, foi líder defensivo da equipe ensolarada, ficando até 2001, quando retornou ao Pohang Steelers, ficando apenas em 2002.
Em 2003, assinou com Los Angeles Galaxy para terminar sua carreira. Anunciou sua aposentadoria ao final da temporada de 2004 da Major League Soccer.

## Seleção
Hong Myung-Bo fez parte do elenco da Seleção Sul-Coreana de Futebol da Copa do Mundo de 1990, 1994, 1998 e 2002.
Terminou sua carreira na seleção depois da Copa de 2002 como o recordista histórico em número de jogos pela Seleção Sul-Coreana, com 135 presenças.

## Prêmios
Ele ganhou a Bola de Bronze na Copa do Mundo de 2002 como terceiro melhor jogador do torneio, tendo liderado o time Coreano a um quarto lugar.
Hong foi nomeado por Pelé como um dos 125 maiores jogadores de futebol vivos em Março de 2004.

## Títulos
Pohang Steelers
- K-League: 1992
- K-League Cup: 1993
- Korean FA Cup: 1996
- AFC Asian Club Championship: 1997

Kashiwa Reysol
- Copa da Liga Japonesa: 1999